# Hermann Stauder
Hermann Stauder, född den 20 september 1877 i Lienz, död den 12 februari 1937 i Hall i Tyrolen, var en österrikisk järnvägstjänsteman och amatörlepidopterist. 
Stauders studier förde honom bland annat till Nordafrika. Ur hans hand kom ett antal publikationen. Delar av hans samlingar befinner sig i naturhistoriska museet i Wien.